# Sophie-Antoinette de Brunswick-Wolfenbüttel
Sophie Antoinette de Brunswick-Wolfenbüttel (13/23 janvier 1724, Wolfenbüttel – 17 mai 1802, Cobourg) est le dixième de dix-sept enfants de Ferdinand-Albert II de Brunswick-Wolfenbüttel et d'Antoinette de Brunswick-Wolfenbüttel.

## Mariage
Nièce de l'impératrice Élisabeth-Christine, sœur cadette de la reine de Prusse et aînée de la reine de Danemark, elle épouse Ernest Frédéric, duc de Saxe-Cobourg-Saalfeld, le 23 avril 1749 à Wolfenbüttel. 
1. François de Saxe-Cobourg-Saalfeld (Cobourg 15 juillet 1750 - Cobourg, 9 décembre 1806), père de Léopold Ier.
2. Charles Guillaume Ferdinand (Cobourg, 21 novembre 1751 - Cobourg, 16 février 1757).
3. Frédérique Juliane ( Cobourg, 14 septembre 1752 - Cobourg, 24 septembre 1752).
4. Caroline Ulrike Amélie (Cobourg, 19 octobre 1753 - Cobourg, 1er octobre 1829), nonne à Gandersheim.
5. Louis Charles Frédéric (Cobourg, 2 janvier 1755 - Coburg, le 4 mai 1806) ; il avait un fils illégitime par Mademoiselle Brutel de la Rivière : Louis Frédéric Émile de Cobourg (Hildburghausen, 1779 - Cobourg, 1827). Tour à tour, les cinq enfants de Louis-Frédéric ont été créés Freiherren von Coburg. Ses descendants encore en vie.
6. Ferdinand Auguste Henri (Cobourg, 12 avril 1756 - Cobourg,  8 juillet 1758).
7. Frédéric (Cobourg, 4 mars 1758 - Cobourg, 26 juin 1758).

Elle marque durablement son petit-fils préféré, futur roi des Belges, Léopold Ier.